# Panegyrtes sparsepunctatus
Panegyrtes sparsepunctatus là một loài bọ cánh cứng trong họ Cerambycidae.